# Habrolampis
Habrolampis is een geslacht van rechtvleugeligen uit de familie Romaleidae. De wetenschappelijke naam van dit geslacht is voor het eerst geldig gepubliceerd in 1978 door Descamps.

## Soorten
Het geslacht Habrolampis omvat de volgende soorten:
- Habrolampis bicolor Descamps, 1978
- Habrolampis nemorensis Descamps, 1978